# Kavetciîna, Camenița
Kavetciîna (în ucraineană Каветчина) este un sat în comuna Sokil din raionul Camenița, regiunea Hmelnîțkîi, Ucraina.

## Demografie
Componența lingvistică a localității Kavetciîna
     Ucraineană (99,17%)
     Alte limbi (0,83%)
Conform recensământului din 2001, majoritatea populației localității Kavetciîna era vorbitoare de ucraineană (99,17%), existând în minoritate și vorbitori de alte limbi.